# Manifestations de janvier 2015 en république démocratique du Congo
Les manifestations de janvier 2015 en république démocratique du Congo sont organisées le 19 janvier 2015, par l’opposition, contre le projet de loi électorale qui nécessiterait un recensement de la population avant l’élection présidentielle, recensement qui risquerait de retarder la date des élections et donc d’allonger le mandat du président de la République Joseph Kabila.

## Contexte
En 2013 et 2014, certains membres de la majorité présidentielle proposent une révision de la constitution,incluant notamment la modification du nombre de mandats du président de la République, permettant au président Joseph Kabila de briguer un troisième mandat (ou quatrième mandat si celui de la transition de 2001 à 2006 est compté). L’opposition, l’Église catholique, certaines personnalités proches du pouvoir et des membres de la communauté internationale se sont opposés à cette proposition. Ce projet est finalement abandonné.
En 2014, des projets de changement de constitution pour permettre aux présidents au pouvoir de briguer de nouveaux mandats sont aussi présents dans d’autres pays d’Afrique, notamment au Burundi, au Burkina Faso, au Congo-Brazzaville et au Rwanda. Au Burkina Faso, les manifestations contre ce changement de la constitution ont conduit à la deuxième révolution burkinabé et à la démission du président burkinabé Blaise Compaoré.
Le 5 janvier 2015, le gouvernement dépose un projet de loi portant sur la modification de la loi électorale du 25 juin 2011, disposant que la liste électorale «  doit être actualisée en tenant compte de l’évolution des données démographiques et de l’identification de la population  ». Le président de la République, au pouvoir depuis 2001, élu démocratiquement en 2006 et réélu en 2011, ne peut pas se présenter aux prochaines élections prévues pour 2016.
Selon le gouvernement, il est possible que les élections soient reportées à 2017. L’article 8 sur l’identification de la population et l’article 13 lié à la parité ont divisé les députés lors du débat,. Pour certains le recensement de la population permettra à la Commission électorale nationale indépendante (Ceni) de disposer d’un fichier central et d’évoluer sur des bases saines, d’autres estiment que le recensement ne doit pas être lié aux élections et pose le risque de retarder les prochaines élections présidentielles et législatives. L’article 13 lié à la parité, qui a été supprimé à la suite d’un amendement, prévoyait que « dans une circonscription de plus de 2 sièges, un tiers des candidats présentés sur une liste est de l’autre sexe ». La loi augmente la caution exigée aux candidats à l’élection présidentielle de 50 000 à 100 000 dollars.
Le projet de loi modifiant la loi électorale est adopté par l’Assemblée nationale de la république démocratique du Congo, le samedi 17 janvier 2015, à 23 h 30, sans les députés de l’opposition qui ont boycotté les séances de l’examen du projet de loi.

## Déroulement

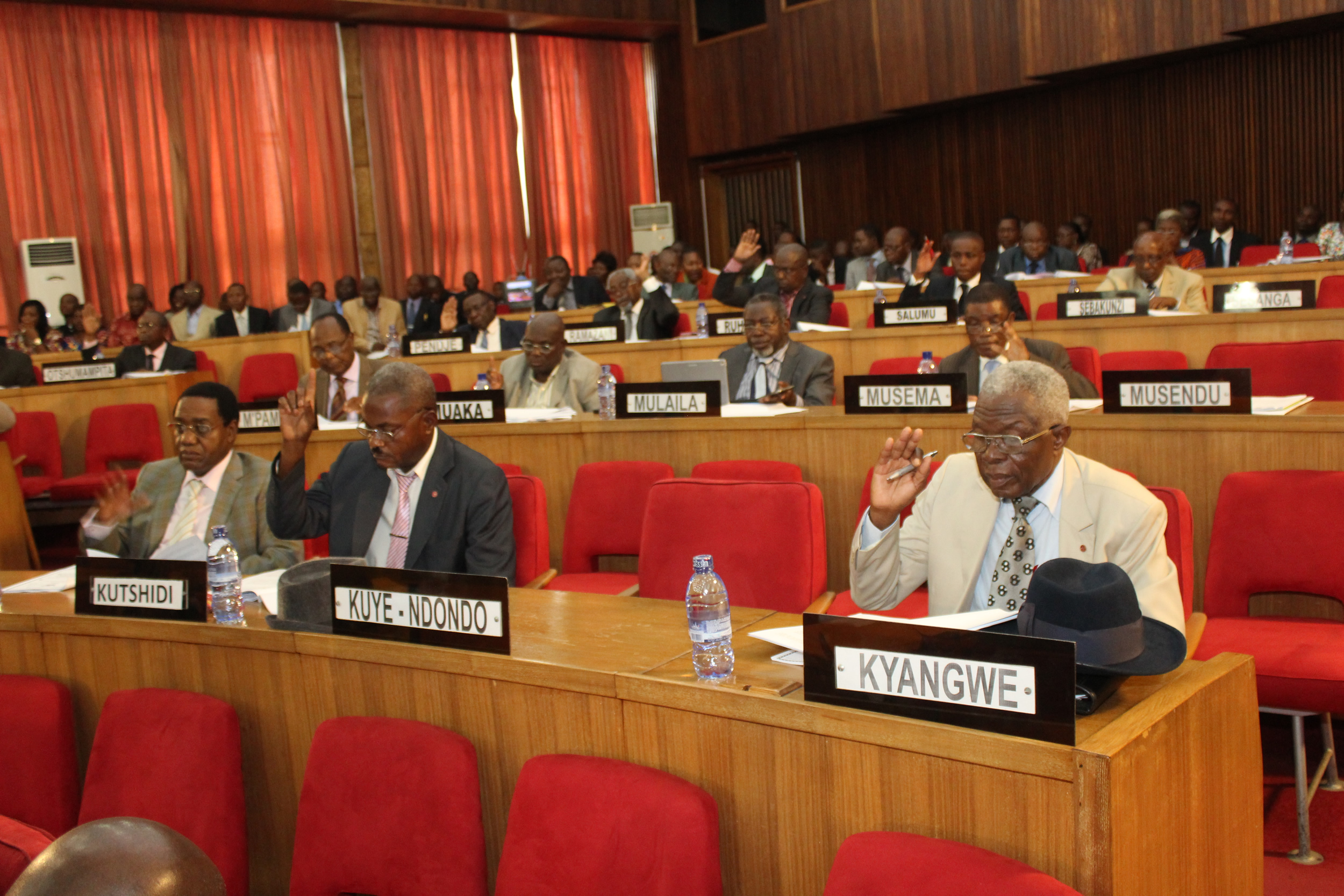
Le Sénat en débat sur la loi électorale le 22 janvier 2015.

Le Sénat devait procéder à l’examen du projet de loi le lundi 19 janvier 2015, mais reporte l’examen à plusieurs reprises lors des manifestations. A Kinshasa, des chefs de partis politiques de l’opposition, dont Franck Diongo et Vital Kamerhe, projetant une marche pacifique pour protester contre l’adoption de la loi, indiquent qu’ils ont été « séquestrés par la police nationale » dans les sièges de leurs partis et ensuite libérés vers 15 h 30. Jean-Claude Muyambo est lui aussi séquestré au siège de l’UNC, où il avait passé la nuit par précaution après avoir rencontré Vital Kamerhe.
Des manifestations prennent place à Ndjili près de l’aéroport, à Kalamu, autour de l’université de Kinshasa et un groupe d'étudiants à l'extérieur de l'Université protestante au Congo dans la commune de Bandalungwa mobilisé par Gael Bussa, fils de Jean-Lucien Bussa Tongba.
Des voitures et des bus sont incendiés et certains participants se mettent à piller des magasins. Des policiers tirent sur des étudiants manifestant près de l’université,.
À Goma, les manifestations ont été dispersées par la police à coups de gaz lacrymogène. Il y aurait eu plusieurs arrestations et des tirs ont été entendus. Trois manifestants ont trouvé la mort.
À Lubumbashi, les policiers et les militaires sont déployées dans des quartiers pour dissuader les manifestations.
Le 20 janvier 2015, Étienne Tshisekedi appelle à une mobilisation pour forcer le «  régime finissant  » du président Joseph Kabila à quitter le pouvoir.
Des manifestations sont aussi signalées à Bukavu et Mbandaka.
Les manifestants s’organisent à l’aide des réseaux sociaux sur Internet, notamment avec le hashtag #Telema (tɛ́lɛ́má : « lève-toi » en lingala) sur Twitter et publient plusieurs vidéos des manifestations.
À la suite des manifestations, Internet, les SMS et la 3G ont été coupés le 20 janvier 2015 dans le pays et ont été rétablis le 8 février 2015.
Le 21 janvier 2015, le FIDH estime qu’il y a 42 morts à Kinshasa et plusieurs blessés dans d’autres villes du pays.
Le 22 janvier 2015, l’archevêque de Kinshasa Laurent Monsengwo appelle au calme,, demandant «  d’arrêter des tueries, d’arrêter de placer Kinshasa dans un état de siège qui est tout à fait inutile, et surtout d’arrêter de tuer la population.  »
Lors des manifestations à Kinshasa, des bus des compagnies de transport public Transco et Transkin ont été endommagés, la maison communale de Ngaba a été vandalisée.
Le 23 janvier 2015, le Sénat amende le projet de loi, retirant la condition préalable du recensement et de l’identification au déroulement des élections, et l’adoptant par vote peu avant midi,,.
À Goma, des manifestations ont lieu en matinée pour le cinquième jour consécutif.
L’Assemblée nationale et le Sénat ayant voté en des termes différents du projet de loi, une commission mixte paritaire des deux chambres du Parlement est chargée de proposer un texte à soumettre à l’adoption des deux chambres.
Le 25 janvier 2015, le projet de loi révisée est voté par les députés de l’Assemblée nationale après l’audition du rapport par la commission mixte paritaire des deux chambres.

## Arrestations
Jean-Claude Muyambo, ancien cadre de la majorité présidentielle, qui est l’un des premiers à s’opposer publiquement à une possible candidature du président Joseph Kabila en 2016, est arrêté le 20 janvier, à 3 h du matin, à Kinshasa, et est enfermé dans une cellule de l’Agence nationale de renseignements (ANR). Dans l’après-midi, on lui présente un mandat d’amener datant du 15 janvier et signé par le procureur de Lubumbashi, il est mis en examen pour abus de confiance et stellionat et transféré à la prison de Makala. Muyambo affirme avoir été torturé par l’ANR lors de son arrestation. Il a été transféré le 26 mars à l’hôpital SOS Médecin de Kinshasa, les orteils ayant été broyés. Dans cette affaire, Muyambo est condamné à 26 mois de prison en février 2017, puis à cinq ans en appel, en avril 2017.
Le 20 janvier, Christopher Ngoy, président de l’ONG Synergie Congo culture et développement, et coordonnateur de la plateforme Société civile de la république démocratique du Congo, est arrêté à Kinshasa. Ngoy est l’un des principaux fers de lance des manifestations.

## Incidences sur l'environnement politique
Les événements de janvier 2015 ont eu des incidences sur l'environnement politique. Non seulement, ils ont mis le régime du président Kabila sur la défensive en renforçant sa réactivité à tout soubresaut revendicatif mais, ils ont aussi constitué un précédent de référence dont se servaient désormais les opposants qui les brandissaient comme un spectre et une menace qui pouvait être réédités en cas de persistance du régime de Kabila à modifier la constitution de son pays.
La répression s'est accrue dans le pays.
Ainsi, le 15 mars 2015, 26 activistes, des musiciens, des journalistes étrangers (BBC, AFP et RTBF) et un diplomate américain sont arrêtés à Kinshasa,. Parmi eux figurent des jeunes activistes pro-démocratie du mouvement citoyen Filimbi (coup de sifflet en français) ainsi que des leaders des mouvements sénégalais et burkinabés (y en a marre et Le Balai citoyen) qui tenaient une conférence sur la bonne gouvernance à Masina. Plusieurs d'entre eux sont relaxés mais deux restent détenus en secret par les services de renseignement : Fred Bauma du mouvement Lutte pour le changement et Ives Makwambala, un informaticien. Le 16 mars, l'administrateur de la Holding Electrotech Engineering, un établissement spécialisé en vente des matériels informatiques et des communications, fournisseur d’accès internet, a été enlevé à Matadi. Le 17 mars, dix activistes sont arrêtés à Goma lors d’une manifestation pacifique organisée devant le bureau de l’ANR demandant la libération des personnes arrêtés à Kinshasa. Plusieurs voix se sont élevées depuis lors en faveur de leur libération. Amnesty international, Human Rights Watch, l'Union européenne et l'ONU ont haussé le ton exigeant la libération des jeunes de Filimbi et d'autres détenus politiques. Mais le régime de Kinshasa n'a pas fléchi et a même renforcé la répression à travers :
- l'ouverture des procès des activistes et des opposants incarcérés[33] ;
- l'interpellation de maître Mwanabwato Godefroy, un jeune avocat de Kisangani qui s'indignait de la détention des activistes sur les réseaux sociaux[34] et plus tard en février 2016, l’enlèvement[35], la détention au secret, la séquestration et la condamnation d'autres activistes pro-démocratie issus du mouvement Lucha (Bienvenu Matumo, Marcel-Héritier, Kapitene et Victor Tesongo)[36], qui prenaient part à une action demandant au président Kabila de respecter la constitution et de quitter le pouvoir à la fin de son mandat [37] ;
- le durcissement du ton du porte-parole du gouvernement de Kinshasa, Lambert Mende, qui voyait en toute forme de plaidoyer en faveur de la libération des opposants et autres activistes incarcérés en marge des événements de janvier une ingérence dans les affaires intérieures du Congo.

## Sanctions contre les auteurs de la répression
Au cours du mois de juin 2016, alors que le climat politique est délétère au pays et que le régime du président Kabila s'obstine dans une répression accrue contre les opposants dont Moïse Katumbi et qu'il bloque littéralement le processus électoral, les États-Unis d'Amérique, dans un document officiel (black list), prend des sanctions contre le Général Célestin Kanyama, commandant de la police de Kinshasa accusé notamment d'avoir été l'ordonnateur des assassinats de plus de quarante civils au cours des manifestations de janvier  Ses avoirs sont gelés à l'étranger tandis qu'il est frappé d'une interdiction de voyager. Il faut évoquer ici, l'existence, en marge de la répression de janvier 2015, de l'affaire de la fosse commune de Maluku (une commune périphérique de Kinshasa) où des centaines de corps avaient été découverts la même année et dont certains sont soupçonnés d'être des cadavres des manifestants tués par la police et la garde présidentielle en janvier 2015.